# Phare de Coney Island
Le phare de Coney Island (en anglais : Coney Island Light) est un phare actif situé sur Coney Island, dans l'arrondissement de Brooklyn (New York City)-État de New York).

## Histoire
Le phare a été créé en 1890 sur Sea Gate à l'ouest de Coney Island, sur le chenal du port de New York. La tour métallique actuelle a été allumée en 1920 et est toujours opérationnelle. C'est l'un des premiers phares de ce type comme le phare de Throgs Neck. La lentille originale était une lentille de Fresnel de quatrième ordre installée en 1890. Celle-ci est exposée au South Street Seaport Museum de New York et a été remplacée par une lentille de 190 mm en 1989 lors de son automatisation.
Coney Island Lightkeepers , une organisation créée par les Schuberts, famille de l'ancien gardien résidant,travaille à la restauration et à la maintenance du phare.

## Description
Le phare  est une tour cylindrique à jambages pyramidales avec double galerie et lanterne de 23 m de haut. La maison de gardien en bois de deux étages se trouve à proximité. La tour est peinte en blanc et la lanterne est noire.
Il émet, à une hauteur focale de 23 m, un éclat rouge par période de 5 secondes, jour et nuit. Sa portée est de 16 milles nautiques (environ 30 km).
Identifiant : ARLHS : USA-187 ; USCG : 1-34910 - Admiralty : J1106 .

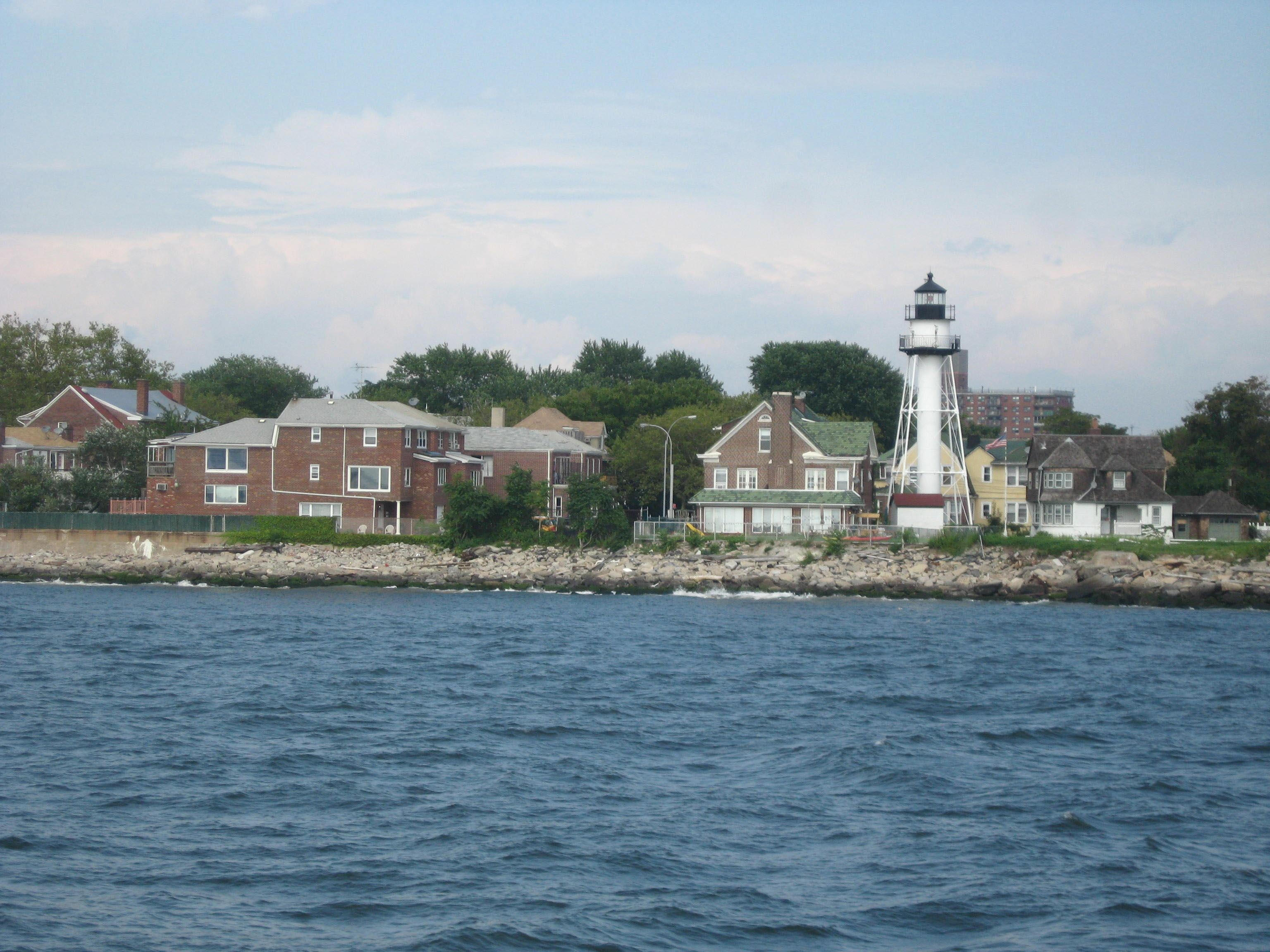
Le phare
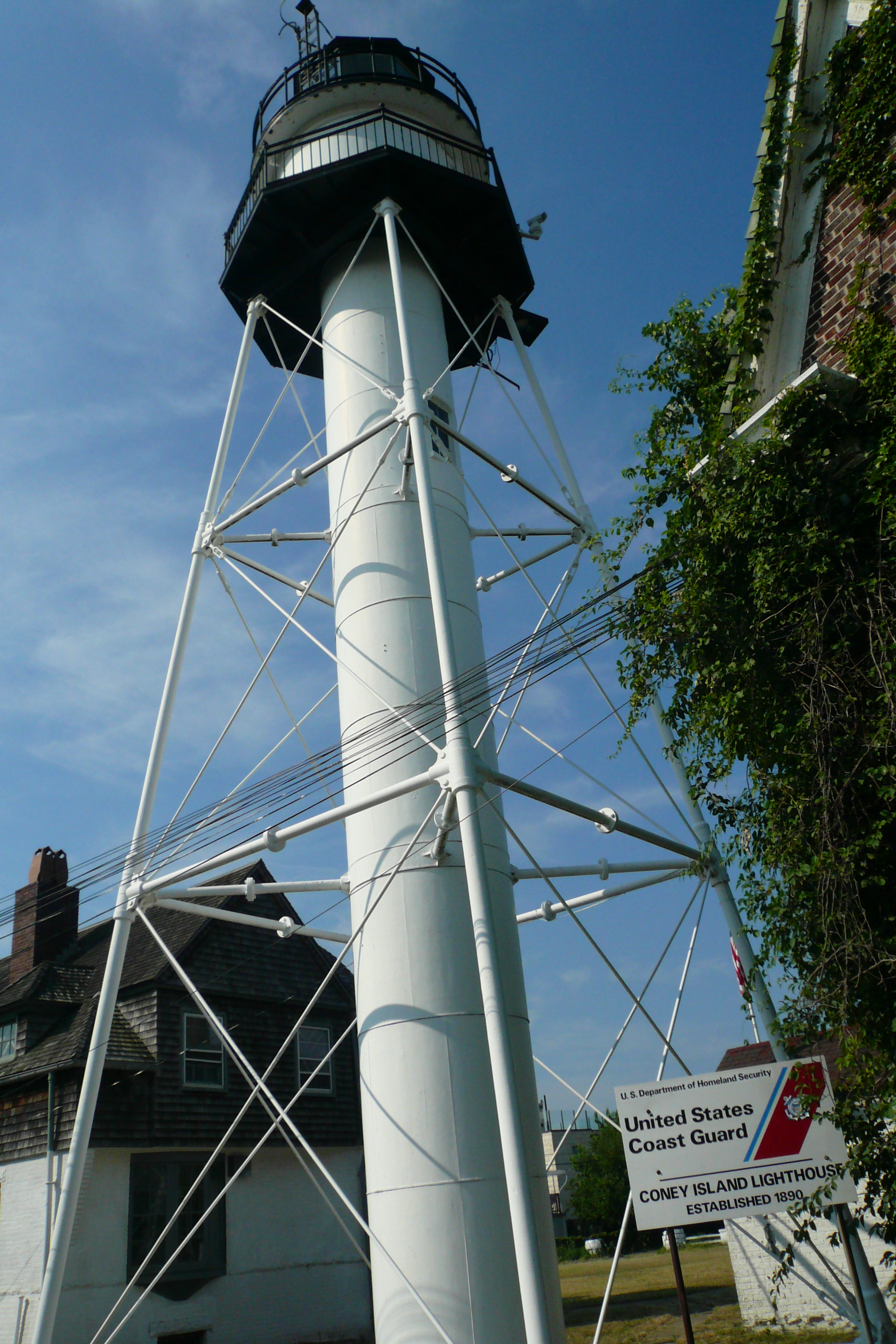
Le phare

### Lien connexe
- Liste des phares de l'État de New York